# Commission électorale nationale indépendante (Burkina Faso)
Pour les articles homonymes, voir Commission électorale nationale indépendante.
La Commission électorale nationale indépendante (CENI) est un organisme civil de l’État burkinabè chargé d’organiser et de veiller au bon déroulement des opérations électorales et référendaires au Burkina Faso.

## Missions
Selon l'article 3 du Code électoral (défini par l'article 1 de la loi numéro 019-2009/AN du 7 mai 2009), la CENI a pour missions :
- la constitution, la gestion et la conservation du fichier électoral national ;
- l’organisation et la supervision des opérations électorales et référendaires.

La CENI organise la constitution des listes électorales et leur révision en fonction des évolutions démographiques du pays dans chacune des circonscriptions (y compris celle des citoyens burkinabè régulièrement inscrits et expatriés dans d'autres pays et qui peuvent voter aux sièges des représentations diplomatiques ou encore par correspondance ou par procuration) pour les élections nationales, régionales et locales.
Elle veille à la régularité des scrutins et à la représentation équitable de tous les citoyens et à l'équité des sièges à pourvoir pour chaque circonscription électorale de chaque assemblée. Elle veille au bon déroulement des campagnes électorales, à la sécurité des scrutins, et constitue également les listes de bureaux de votes installés sur tout le territoire dans des espaces publics ou communautaires accessibles à tous. Elle fournit également au gouvernement et aux législateurs des rapports statistiques et documentaires détaillés, rendus publics par voie de presse et consultables sur son site internet où ils sont archivés.
Enfin la commission donne des avis argumentés sur les changements législatifs et constitutionnels relatifs au système électoral et aux conditions d'exercice de la citoyenneté et d'éligibilité des candidats.
Selon l'article 14 du  Code électoral (défini par l'article 1 de la loi numéro 004-2020/AN du 23 janvier 2020), la CENI exerce les attributions suivantes :
1. Durant les périodes pré-électorales, elle est chargée de toutes les opérations préparatoires et donc :
  - de tenir à jour et de conserver le fichier électoral national ainsi que les documents et matériels électoraux ;
  - de réviser les listes électorales et d’établir et distribuer les cartes électorales ;
  - de superviser ou d’assurer la qualification et la formation des personnels chargés des scrutins ;
  - d’élaborer le budget annuel de fonctionnement de la Commission pour le faire approuver par le gouvernement ;
  - de recenser et estimer les coûts matériels et tout frais inhérent à la réalisation des opérations électorales ;
  - de contribuer à l’éducation civique en matière d’expression du suffrage par les citoyens ;
  - d’élaborer le budget prévisionnel des consultations pour le faire approuver par le gouvernement ;
  - d’acquérir et répartir les diverses fournitures matérielles nécessaires aux opérations électorales et référendaires ;
  - de gérer les moyens financiers et matériels mis à sa disposition ;
  - de recevoir et traiter les dépôts de candidatures aux élections législatives et locales ;
  - de publier les listes de candidats ;
  - de remettre sans retard aux candidats des partis politiques prenant part au scrutin les spécimens de bulletins de vote et d’affiches pour leur campagnes électorales ;
  - de désigner des représentants de la commission en tant qu’observateurs des élections étrangères ;
  - d’assurer lors des scrutins l’accréditation et l’accueil des observateurs par toutes mesures pouvant faciliter leur mission sur le terrain.
2. Durant les consultations électorales ou référendaires, elle est chargée :
  - de veiller à la sécurité des opérations du scrutins et notamment des lieux de vote contre tout type de perturbation, et des instruments de vote contre toute manipulation ;
  - de coordonner les instances et responsables chargés des opérations électorales ;
  - d'exécuter le budget électoral décidé par le législateur et approuvé par le gouvernement et le Conseil constitutionnel ;
  - de transporter les procès-verbaux des scrutins et de leurs résultats des en vue de leur centralisation ;
  - de les transférer au Conseil constitutionnel ou au Conseil d’État ;
  - de proclamer les résultats provisoires avant leur validation par le Conseil constitutionnel et leur promulgation ;
  - de faciliter le contrôle des scrutins par la juridiction administrative et les partis politiques.
3. Durant les périodes post-électorales, elle est chargée de centraliser et conserver tous les documents et matériels électoraux.

Le contrôle des comptes financiers de la CENI relève de la Cour des comptes.

## Composition
Selon l'article 5 du Code électoral (défini par l'article 1 de la loi numéro 006-2012/AN du 5 avril 2012), la CENI est composée de :
- cinq personnalités désignées par les partis et formations politiques de la majorité ;
- cinq personnalités désignées par les partis et formations politiques de l’opposition ;
- cinq personnalités représentant les organisations de la société civile dont :
  - trois représentants des principales communautés religieuses (catholiques, protestants et musulmans) ;
  - un représentant des autorités coutumières ;
  - un représentant des associations de défense des droits humains.

Les membres de la Commission doivent être de bonne moralité et jouir de leurs droits civiques. En sont exclus les personnes condamnées pour crime ou pour délit (exception faite des délits d’imprudence), celles en état de contumace et celles condamnées pour fraude électorale. Pour la désignation ou le remplacement de ces personnalités, le ministre chargé des libertés publiques convoque les parties concernées. Ils sont nommés pour un mandat de cinq ans, renouvelable une fois, par un décret pris en Conseil des ministres. Les membres de la Commission ne sont pas eux-mêmes éligibles durant leur mandat.

## Démembrements
Selon l'article 17 du Code électoral (défini par l'article 1 de la loi numéro 004-2020/AN du 23 janvier 2020), la CENI a des démembrements à l’intérieur et à l’extérieur du pays, placés sous l’autorité du président de la CENI :
- au niveau de chacune des 45 provinces, la Commission électorale provinciale indépendante (CEPI), composée de six personnalités :
  - deux personnalités désignées par les partis et formations politiques de la majorité ;
  - deux personnalités désignées par les partis et formations politiques de l’opposition ;
  - deux personnalités représentant les organisations de la société civile
- au niveau de chacune des 351 communes (dans chacun des 351 départements), la Commission électorale communale indépendante (CECI) ;
- au niveau de chacun arrondissement communal (dans les deux communes urbaines à statut particulier), la Commission électorale indépendante d’arrondissement (CEIA) ;
- à l’extérieur du pays, la Commission électorale indépendante de l’extérieur-pays « CEIE-pays » concerné (assistée par les ministères chargés des Affaires étrangères et des Burkinabè de l’Extérieur, et par le trésorier de l’ambassade ou le percepteur du consulat général) prend les dispositions nécessaires pour l’organisation des scrutins référendaires et présidentiels dans l’enceinte des ambassades et des consulats généraux du Burkina Faso et en tout autre lieu en accord avec le pays hôte ; elle est composée de trois personnalités :  
  - par une personnalité désignée par les partis et formations politiques de la majorité ;
  - une personnalité désignée par les partis et formations politiques de l’opposition ;
  - une personnalité représentant les organisations de la société civile reconnues par l’ambassade ou le consulat général.
- au niveau de chacune des 13 régions, l'ancienne Commission électorale régionale indépendante (CERI) a été supprimée (par l’article 1 de la loi numéro 013-2004/AN du 27 avril 2004) ; ces CERI ne sont plus nécessaires pour les élections régionales, où les conseillers régionaux sont élus en même temps que les élections municipales, lorsque le conseil municipal est formé et désigne parmi ses membres ses représentants au conseil général (sous la supervision de la CEPI, du gouverneur représentant l'exécutif de l’État au sein de chaque région, ainsi que des autorités judiciaires compétentes dont le Conseil d'État).

Les personnalités membres de ces démembrements sont nommées par arrêté du président de la CENI.